# Emilio Marsili (scultore)

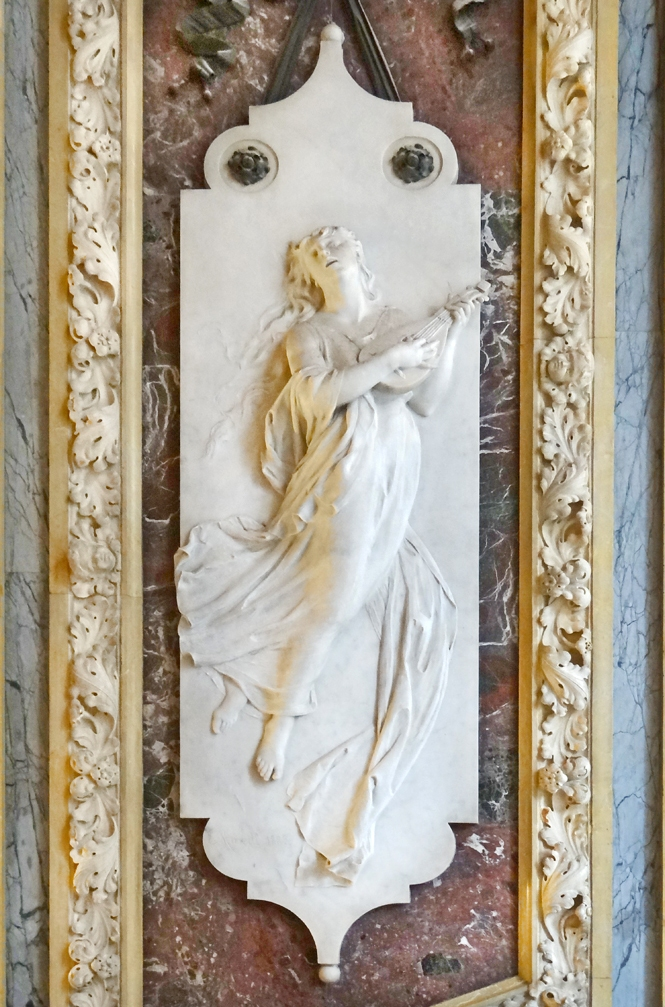
"Il canto", scultura di E. Marsili del 1883

Emilio Marsili (Venezia, 1º febbraio 1841 – Venezia, 2 febbraio 1926) è stato uno scultore italiano.

## Biografia
Figlio di Antonio e Maria Cominotti, lo scultore Marsili veneziano fu attivo tra il XIX e il XX secolo.  
Noti i natali dell'artista, che risalgono al 1841, le prime informazioni su di lui ci riferiscono dei suoi studi svolti presso l'Accademia di belle arti di Venezia.
Gli inizi della carriera, datati 1877, risalgono ad un soggiorno parigino dove per la prima volta una sua opera, intitolata Un gamin de Venise, venne esposta al Salon. Il soggetto, un ritratto, ebbe un favorevole riscontro da parte dei visitatori.
Nella capitale francese entrò in contatto con Henri Chapu e Paul Dubois, mentre in Belgio, Paese presso il quale si stabilì due anni dopo, conobbe altri artisti come Paul de Vigne che lo ispirarono per le Stagioni.
Tornato in Italia, nel 1882 troviamo alcune sue opere in mostra alla Promotrice di Torino: La prima prova, Vocazione, Scamiciato e Che freddo!.
Di queste è stato detto che rispecchiano una «rappresentazione vivace ed elegante della vita infantile».
Nella città natale, dov'era nel frattempo ritornato fin dal 1878, viene chiamato, assieme a Camillo Boito, per partecipare ai lavori che interessarono il celebre scalone progettato dal collega, che si trova all'interno di Palazzo Cavalli-Franchetti, per il quale il Marsili eseguì alcune allegorie.
Per la vicina Pordenone tra il 1879 e il 1885 realizzò un paio di busti, il primo in onore di Vittorio Emanuele II trovò collocazione presso il municipio cittadino, così come il successivo con soggetto Giuseppe Garibaldi.
Al 1881 risale la prima attestazione ufficiale con l'attribuzione del Principe Umberto, premio assegnato dall'Accademia di belle arti di Brera, cui seguì l'anno seguente un riconoscimento viennese: la medaglia d'oro Vienna Künstlerhaus.
La sua opera Triste maternità entrò a far parte del patrimonio della Galleria Nazionale d'Arte Moderna e Contemporanea, dopo essere stata esibita a Venezia in occasione della VII Esposizione nazionale, fece definire il suo autore «un artista aristocratico». 
In questo periodo, il Marsili supera il romanticismo per aderire al movimento verista di cui un buon esempio è uno dei suoi lavori più noti il Paolo Sarpi, ancora presente in laguna in Campo Santa Fosca nella piazza prospiciente la chiesa omonima.
Il gradimento per questo monumento spalancò le porte della Biennale al Marsili, che svolse attività legate alla nota fondazione culturale fino alla scomparsa, oltre a parteciparvi attivamente con la proposizione di proprie opere (ad esempio Teresa e Dolore, in questo ultimo caso trattasi di bozzetti).
Dell'artista furono apprezzati alcuni monumenti funerari: il primo visibile al Cimitero San Michele, era la realizzazione concreta dei bozzetti del Dolore avvenuta a distanza di tempo dalle presentazione degli stessi alla Biennale, il secondo in onere di una delle famiglie gentilizie più in vista di Venezia, i Donà delle Rose, che mostra nella Fede il viso di una modella che era già stata presa come fonte d'ispirazione per precedenti lavori (Primi turbamenti e  Pensiero dominante) e che ritroveremo anche in seguito (in Orizzonte oscuro e Giro di rondini).
Le ultime quattro opere citate trovano la loro collocazione alla Galleria internazionale d'arte moderna di Ca' Pesaro.
Altri lavori dello scultore trovarono ulteriore spazio espositivo a Torino, come un busto in marmo dal titolo Te piaso?, mentre un paio di sculture sempre con soggetti fanciulleschi in bronzo (Bambina e lo Strillone) furono accolte alla Prima Quadriennale svoltasi nella stessa città piemontese.
Per la Biennale propose altre opere tra il 1899 e il 1924: alcuni ritratti (Senatore Antonio Fornoni e  Senatore Lorenzo Tiepolo), mentre altri ripropongono soggetti cari all'autore o legati all'ambiente della laguna (Macchietta veneziana, Sulla riva del Canale, Monello caparbio e Ispirazione).
Su commissione realizzò Nicolò Barozzi e l'esecuzione di due medaglioni bronzei (Tito Martini e di Prospero Ascoli).
Al 1908 risale Guardando il gregge e a distanza di tre anni vediamo un'opera del Marsili, il Monello, all'Esposizione internazionale che si tenne nella capitale.
Rimase attivo a Torino fino al 1913, aggiungendo alla lista delle sue sculture ulteriori due bronzi  (Sulla riva del Canale e Bocciato) e un primo approccio al liberty, un bassorilievo che troverà la sua collocazione definitiva a Venezia presso la Chiesa della Pietà dal titolo La carità.
All'estero al Marsili furono attribuiti prestigiosi premi come la medaglia in bronzo consegnatagli nella capitale francese in occasione dell'Esposizione universale e la partecipazione ad un evento tenutosi nel 1915 a San Francisco, dove espose Poesia, un marmo.
Scomparve il 2 febbraio 1926 nella natia Venezia.